# Galina Balmoș
Galina Balmoș (n. 24 februarie 1961, satul Pleșeni, raionul Cantemir) este o juristă și om politic din Republica Moldova, care îndeplinește în prezent funcția de deputat în parlamentul Republicii Moldova 

## Biografie
Galina Balmoș s-a născut la data de 24 februarie 1961, în satul Pleșeni (raionul Cantemir). A absolvit cursurile Facultății de Filologie a Universității de Stat din Moldova, ale Facultății de Drept a aceleiași instituții, la specializarea drept economic și apoi Facultatea de Administrare Publică de Stat și Municipală din cadrul Academiei de Administrare Publică pe lângă Președintele Republicii Moldova.
După absolvirea facultății, a lucrat ca profesoară de limba română la Școala medie nr.2, apoi la Liceul Teoretic „Ion Vatamanu” din orașul Strășeni. Este încadrată apoi ca funcționară la Primăria din orașul Strășeni, unde îndeplinește pe rând funcțiile de specialist relații cu publicul, jurist al Primăriei și secretar al Consiliului raional Strășeni. Este membră a Uniunii Femeilor din Moldova, fiind antrenată în diferite activități de promovare a drepturilor femeilor din republică.
În anul 2005, Galina Balmoș a fost aleasă deputat în Parlament pe listele Partidxului Comuniștilor din Republica Moldova (PCRM). În această calitate, a fost numită secretar al Comisiei parlamentare juridice pentru numiri și imunități. 
Prin Decretul Președintelui Republicii Moldova nr.950-IV din 22 ianuarie 2007, Galina Balmoș a fost numită în funcția de ministru al protecției sociale, familiei și copilului. Ea și-a păstrat funcția de ministru și în noul guvern format de Zinaida Greceanîi la data de 31 martie 2008.